# 塔尔加特·穆萨巴耶夫
塔尔加特·阿曼格尔季耶维奇·穆萨巴耶夫（俄語：Талгат Амангельдиевич Мусабаев，羅馬化：Talgat Amangeldyuly Musabayev，1951年1月7日—2025年8月4日）是哈萨克斯坦第2位宇航员，苏联/俄罗斯第79位宇航员，世界第309位宇航员。俄罗斯联邦英雄，哈薩克斯坦英雄。历任哈萨克斯坦国家航天局局长（2007年-2016年），哈萨克斯坦教育科学部部长（2010年-2013年），哈萨克斯坦总统顾问（2016年-2017年），哈萨克斯坦议会参议院议员（2017年7月-2023年）。

## 早年
1951年1月7日出生在苏联哈萨克苏维埃社会主义共和国阿拉木圖州卡尔加里。1974年毕业于里加民航学院“飞行器无线电设备维护”专业，后在阿拉木图布伦达伊联合航空公司担任工程师。1993年毕业于阿赫图宾斯克军事飞行学校。

## 宇航员生涯
1990年5月11日入选宇航员分队，后在加加林宇航员培训中心接受基础航空飞行训练，1991年9月13日获得测试宇航员资格。

### 和平号空间站
他的第一次任务是作为EO-16任务飞行工程师，和尤里·马连琴科在和平号空间站执行任务。任务期间为1994年7月1日至11月4日。
他的第二次任务是作为EO-25任务飞行工程师，和尼古拉·布达林、法国考察员利奥波德·艾哈茨在和平号空间站执行任务。任务期间为1998年1月29日至8月25日。

### EP-1
他的第三次任务是作为国际空间站“EP-1”短期访问任务的指令长。2001年4月28日乘坐联盟TM-32，2001年5月6日乘坐联盟TM-31返回，总飞行时间为7天22小时4分钟。该任务以携带世界首位自费“太空游客”丹尼斯·蒂托而著称。

## 生涯统计
| # | 发射载具  | 发射时间（UTC）       | 任务代号            | 着陆载具  | 着陆时间（UTC）       | 时长总计      | 舱外活动次数 | 舱外活动时长 |
| - | --------- | --------------------- | ------------------- | --------- | --------------------- | ------------- | ------------ | ------------ |
| 1 | 联盟TM-19 | 1994年7月1日12时24分  | EO-16               | 联盟TM-19 | 1994年11月4日11时18分 | 125日22时53分 | 2            | 11时5分      |
| 2 | 联盟TM-27 | 1998年1月29日16时33分 | EO-25               | 联盟TM-27 | 1998年8月25日5时24分  | 207日12时51分 | 5            | 30时14分     |
| 3 | 联盟TM-32 | 2001年4月28日7时37分  | 联盟TM-32，ISS EP-1 | 联盟TM-31 | 2001年5月6日5时41分   | 7日22时4分    | 0            | 0            |
|   |           |                       |                     |           |                       | 341日9时48分  | 7            | 41时19分     |

#### 太空行走统计

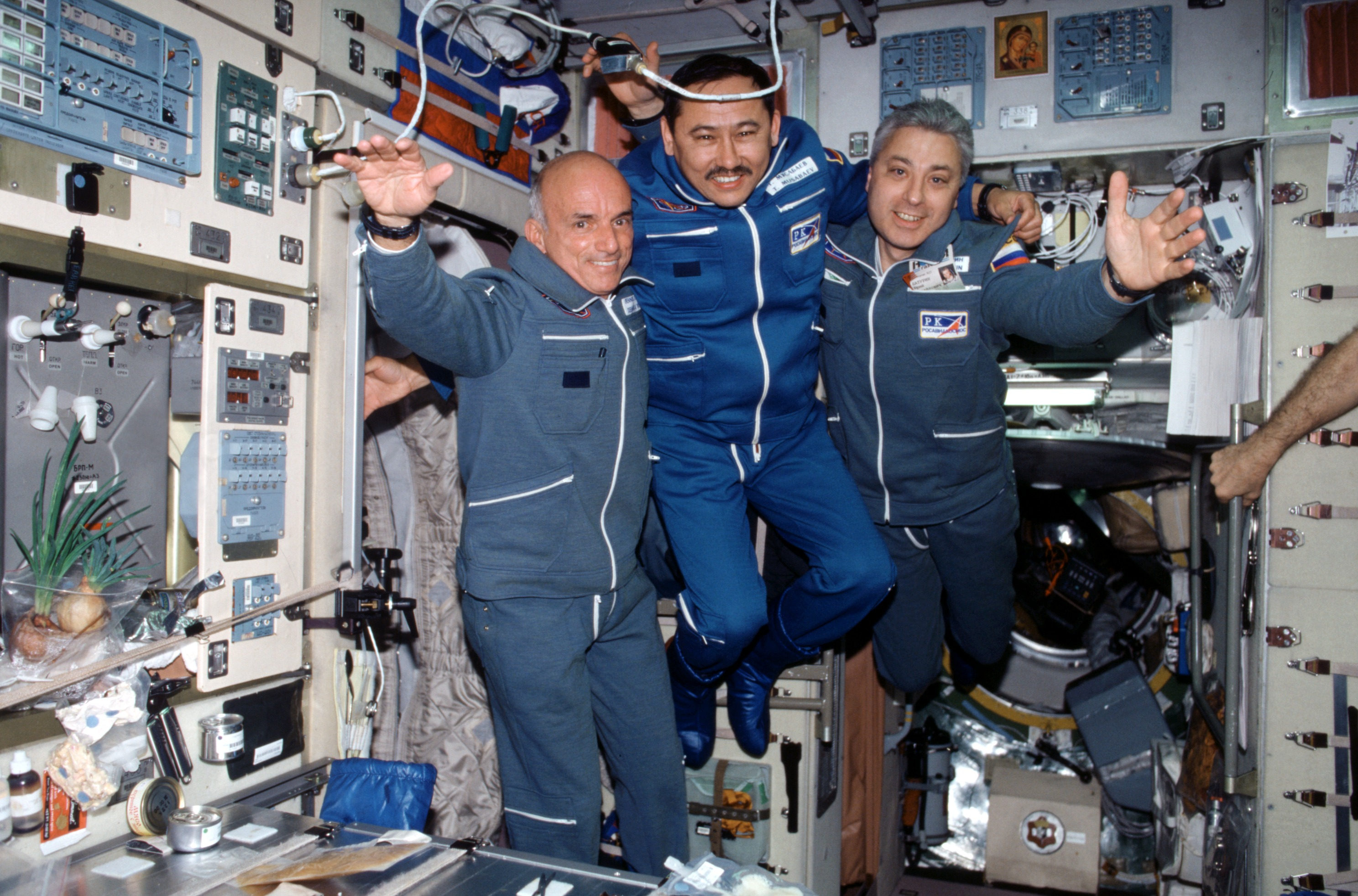
从左至右：蒂托、穆萨巴耶夫、巴图林

| #      | 日期（UTC）   | 同伴          | 持续时长 | 主要任务                                        |
| ------ | ------------- | ------------- | -------- | ----------------------------------------------- |
| 1      | 1994年9月9日  | 尤里·马连琴科 | 5时4分   | 检查量子2号与进步号M-24货运飞船对接后的损坏情况 |
| 2      | 1994年9月14日 | 尤里·马连琴科 | 6时1分   | 继续上次作业                                    |
| 3      | 1998年4月1日  | 尼古拉·布达林 | 6时40分  | 修理太阳能电池板                                |
| 4      | 1998年4月6日  | 尼古拉·布达林 | 4时15分  | 继续上次作业                                    |
| 5      | 1998年4月11日 | 尼古拉·布达林 | 6时25分  | 拆除和平号外部推进器                            |
| 6      | 1998年4月17日 | 尼古拉·布达林 | 6时33分  | 拆除两件装置                                    |
| 7      | 1998年4月22日 | 尼古拉·布达林 | 6时21分  | 安装新推进器                                    |
| 总时长 | 总时长        | 总时长        | 41时19分 |                                                 |

## 退役
2003年成为俄罗斯联邦陆军航空兵部队战斗训练部队负责人。2005年开始担任哈萨克斯坦和俄罗斯合资公司“巴伊杰列克”总干事。2007年2月被任命为哈萨克斯坦共和国教育科学部航空航天委员会主席。2007年6月27日加入祖国之光政党。2007年至2016年担任哈萨克斯坦国家航天局局长，2010年至2013年担任哈萨克斯坦教育科学部部长。2016年1月至2017年7月13日担任哈萨克斯坦共和国总统顾问。2017年7月起成为哈萨克斯坦议会参议院议员。 

## 荣誉
- 奥地利共和国国家功勋勋章（1991年，金质，第9级）
- 苏联各民族人民友谊勋章（1991年）
- 哈萨克斯坦宇航员和哈薩克斯坦英雄荣誉称号（1995年）
- 俄罗斯联邦宇航员和俄罗斯联邦英雄荣誉称号（1994年）[19]
- 哈萨克斯坦祖国勋章（1998年）[20]
- 三级“祖国功勋”勋章（1998年）
- 美國宇航局太空飛行獎章（1998年）
- 阿斯塔纳奖章（1999年）
- 二级“祖国功勋”勋章（2001年）[21]
- 哈萨克斯坦一级巴里勋章（2002年）
- 法國榮譽軍團勳章军官勋位（2010年）[22]
- 太空探索优异奖章（2011年）[23]
- 纳扎尔巴耶夫勋章（2011年）[24]

## 纪念邮票

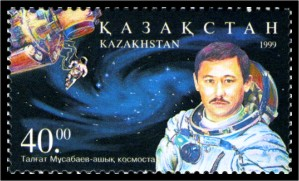
穆萨巴耶夫
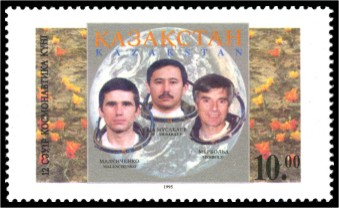
马连琴科、穆萨巴耶夫、默博尔德
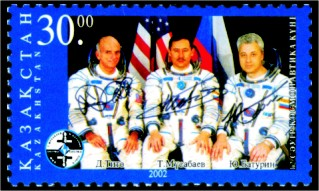
蒂托、穆萨巴耶夫、巴图林
穆萨巴耶夫
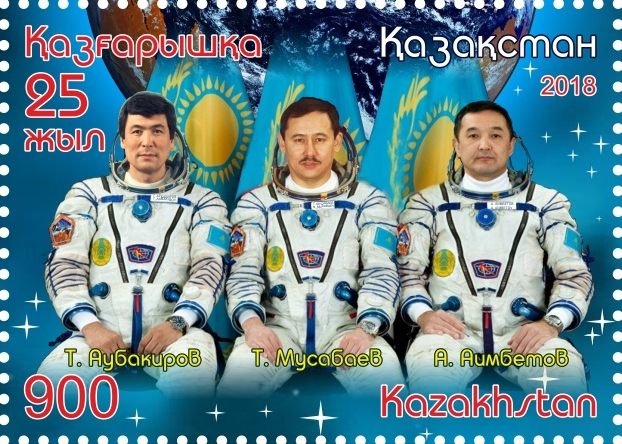
奥巴基洛夫、穆萨巴耶夫、艾姆别托夫